# Pandemonio

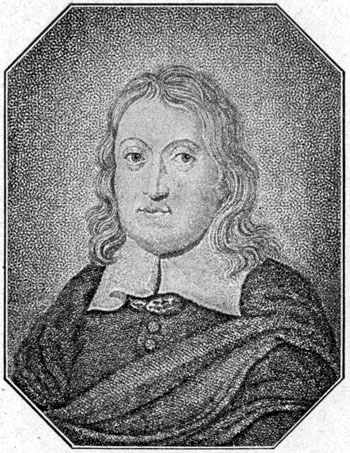
Lo scrittore John Milton

La parola pandemonio, "tutti i demoni", è composta dai termini greci pân (tutto) e daimónion (demonio).
Il termine (in inglese pandæmonium, pandemonium) fu creato dal poeta inglese John Milton, (9 dicembre 1608 -8 novembre 1674) che, parafrasando pantheon (tutti gli dèi), lo utilizzò nel primo libro del Paradiso perduto per identificare il palazzo edificato da Satana. In effetti la riunione del "Camera del Consiglio" dei demoni è nel "Pandæmonium".
L'epica protestante dell‘opera di Milton pone il protagonista, l'Angelo caduto, in una prospettiva moderna e quasi simpatica, come un essere ambizioso e orgoglioso, che si batte contro il suo creatore dipinto come un tiranno. Sconfitto raduna i suoi seguaci nel Pandæmonium e con l'aiuto di Mammona di Belzebù e della propria arte retorica li riorganizza.
(J. Milton, Paradise Lost, Paradiso perduto, I,753-756)

## Espansione del significato
Un altro significato di pandemonio, derivatone per associazione, è "riunione di persone per scopi malvagi".
Ma l'allargamento del significato aumenta col tempo e prende anche il valore di "raggruppamento rumoroso e senza controllo", come si suppone sia un gruppo infernale, ovviamente senza legge.
Sempre seguendo questa linea logica il "Dizionario De Mauro" (ed. Paravia) pone queste definizioni:
1. frastuono, insieme di rumori assordanti e confusi: (alla sua festa c'era un pandemonio) | grande confusione, disordine tremendo;
2. insieme di reazioni e proteste molto vivaci, spec. accompagnate da espressioni di collera violenta.

La prima definizione viene presa a prestito, per esempio, da alcuni gruppi musicali che col nome vogliono porre l'accento su un tipo di musica non propriamente delicata e sognante. La seconda si riallaccia al concetto di rumorosità e di assenza di Legge in raggruppamenti umani o in azioni di massa.